# ريتشارد ر. كالاهان
ريتشارد ر. كالاهان (بالإنجليزية: Richard R. Callahan)‏ هو عسكري أمريكي، ولد في 19 يوليو 1947 في سيسيرو في الولايات المتحدة، وتوفي في 6 يونيو 1967 في شيكاغو في الولايات المتحدة.

## معرض صور

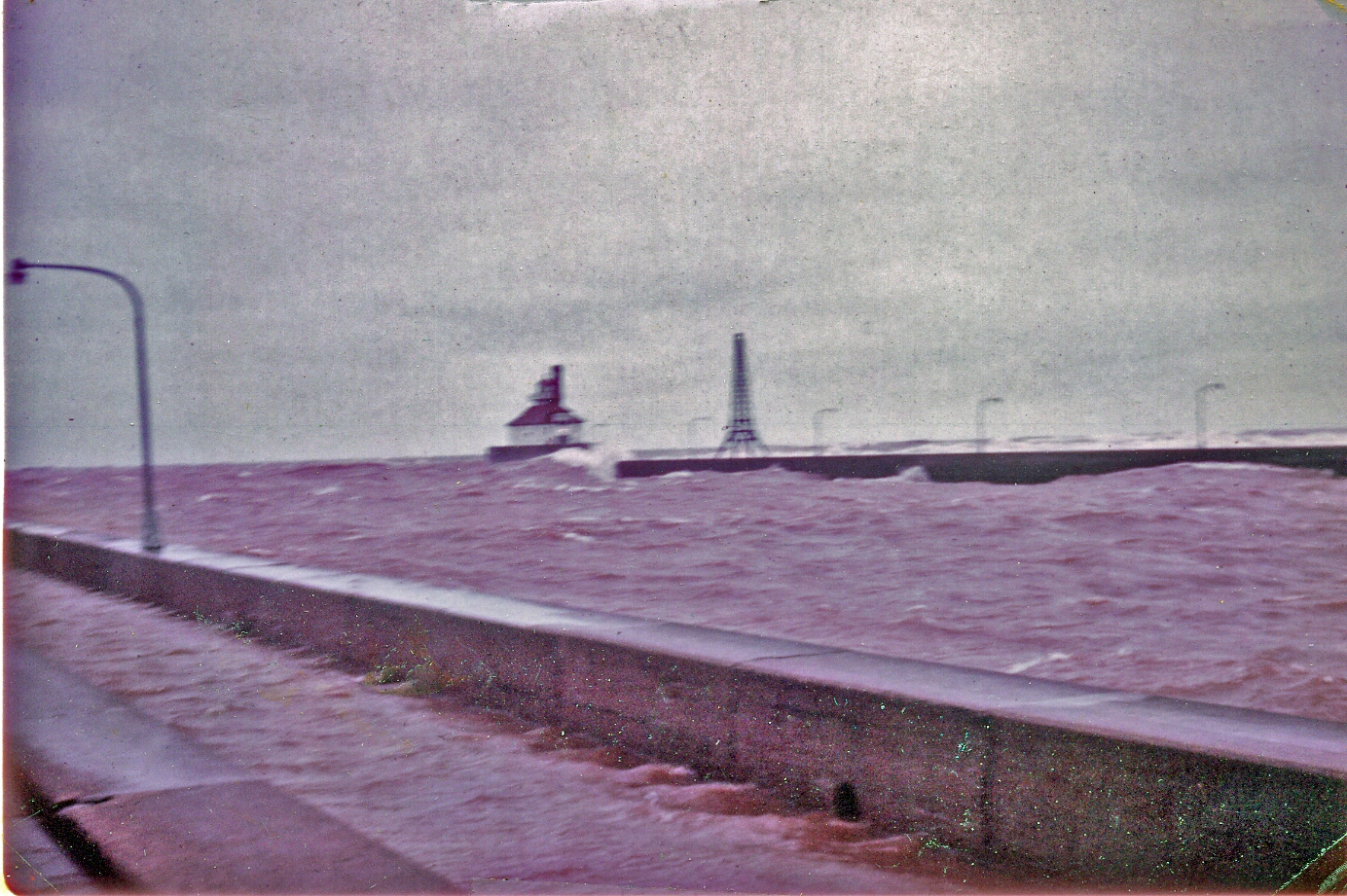
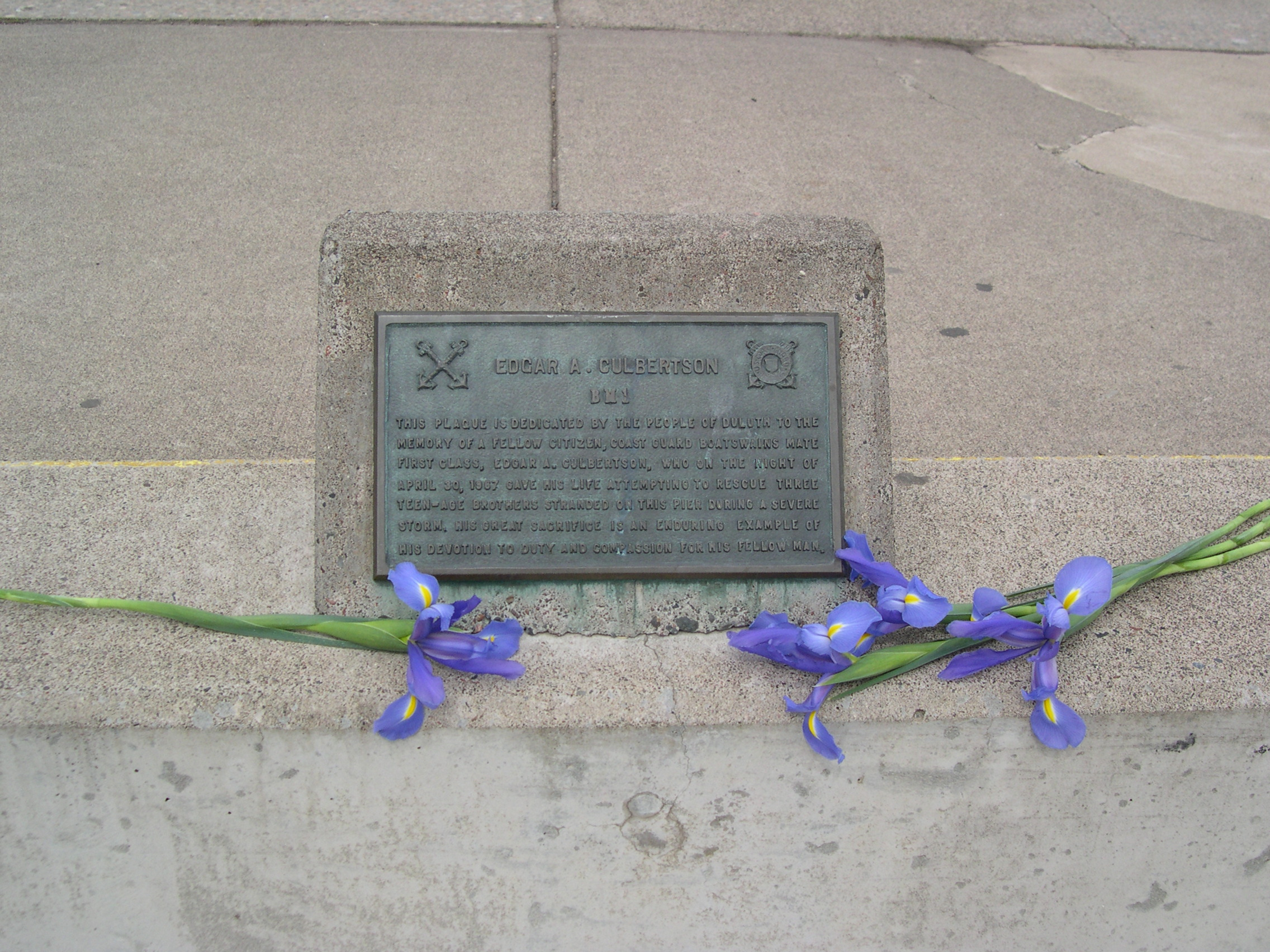
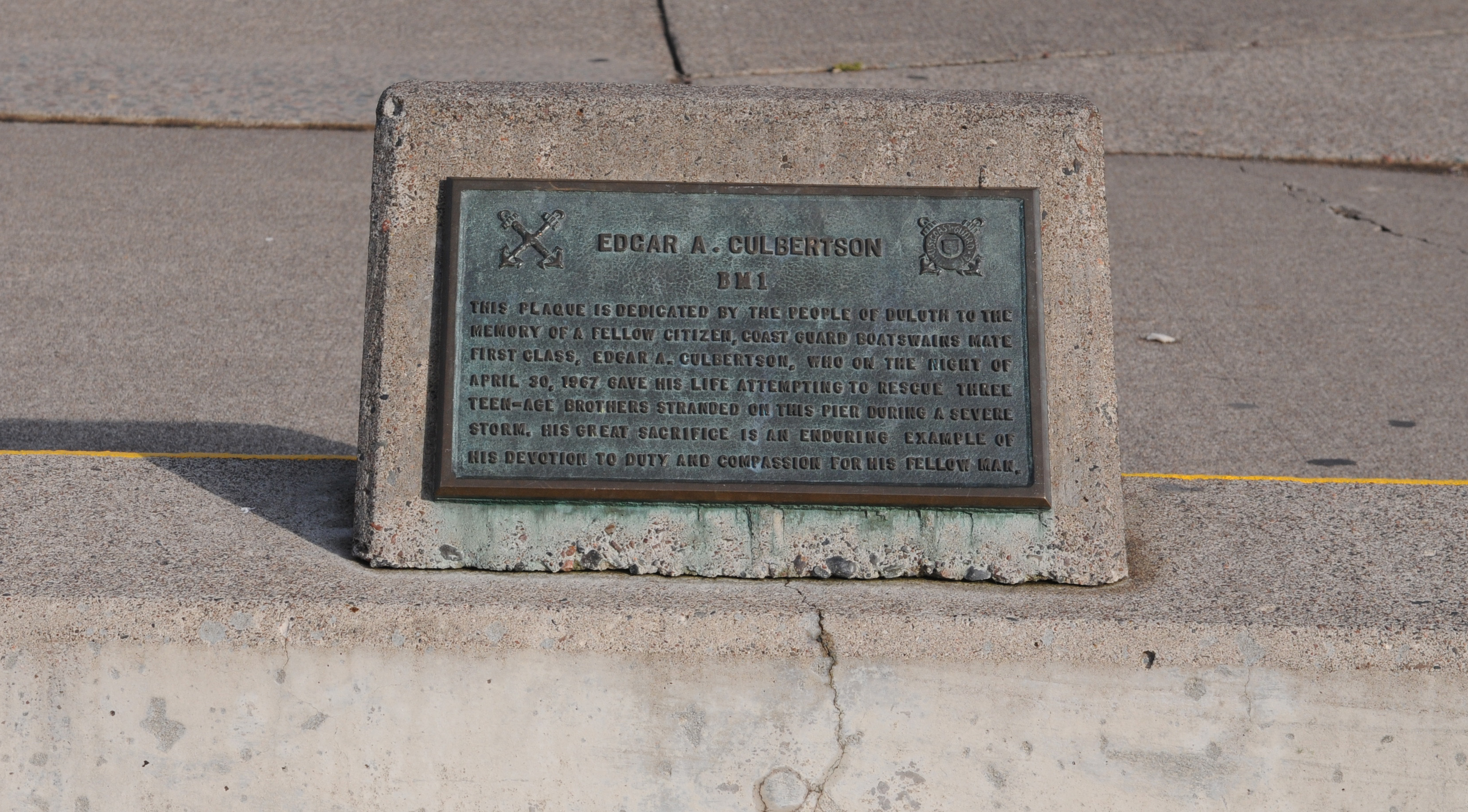
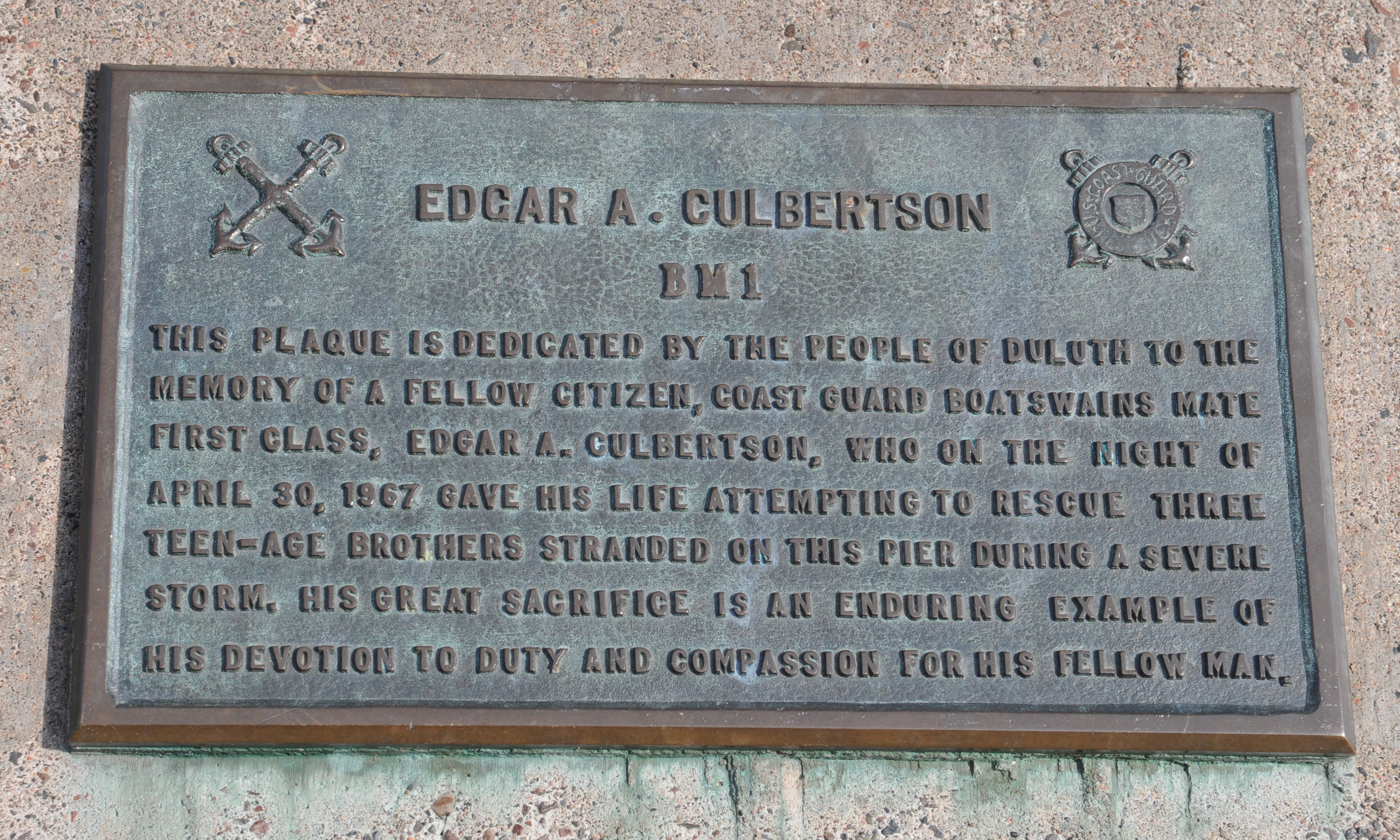
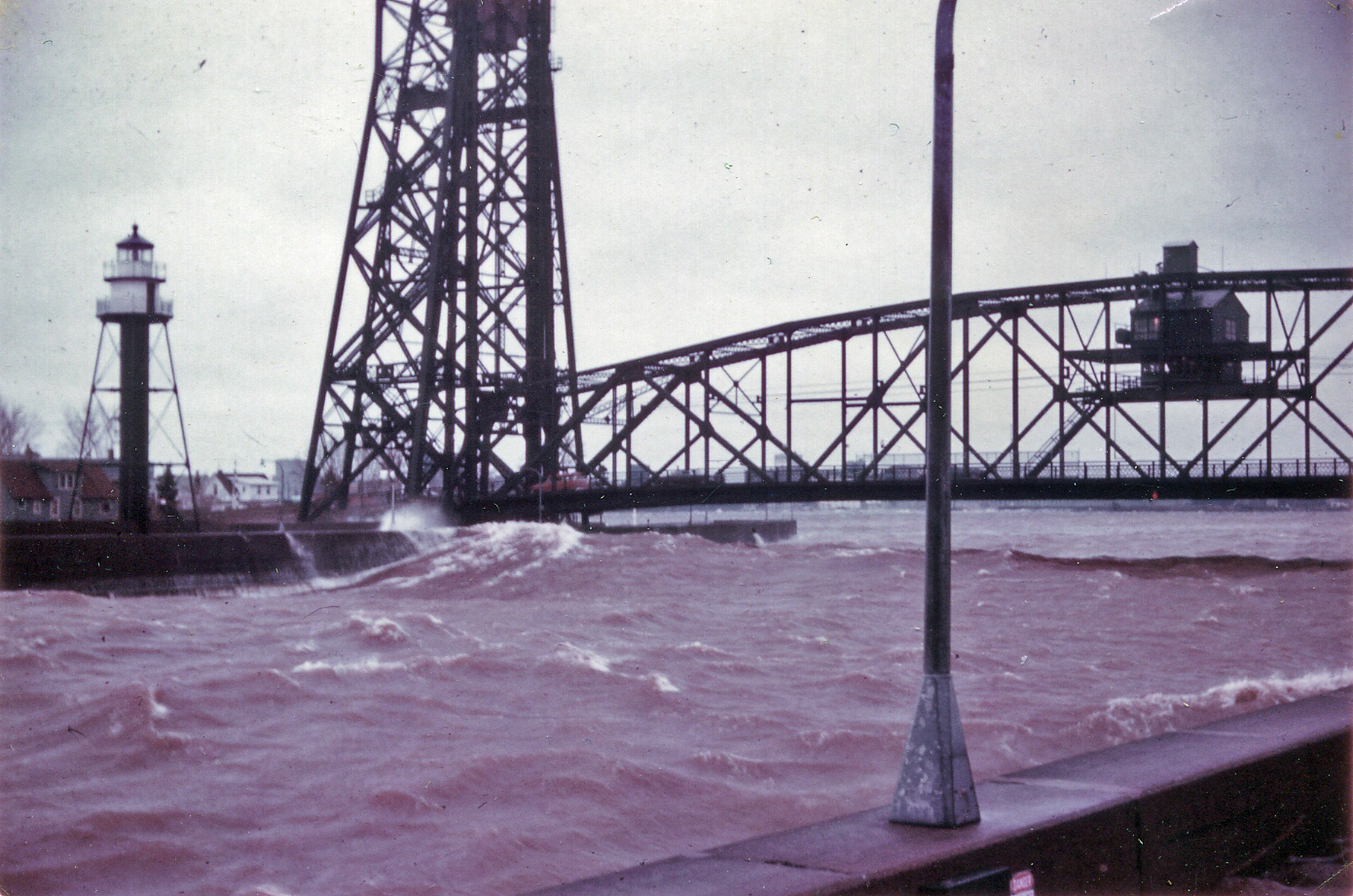
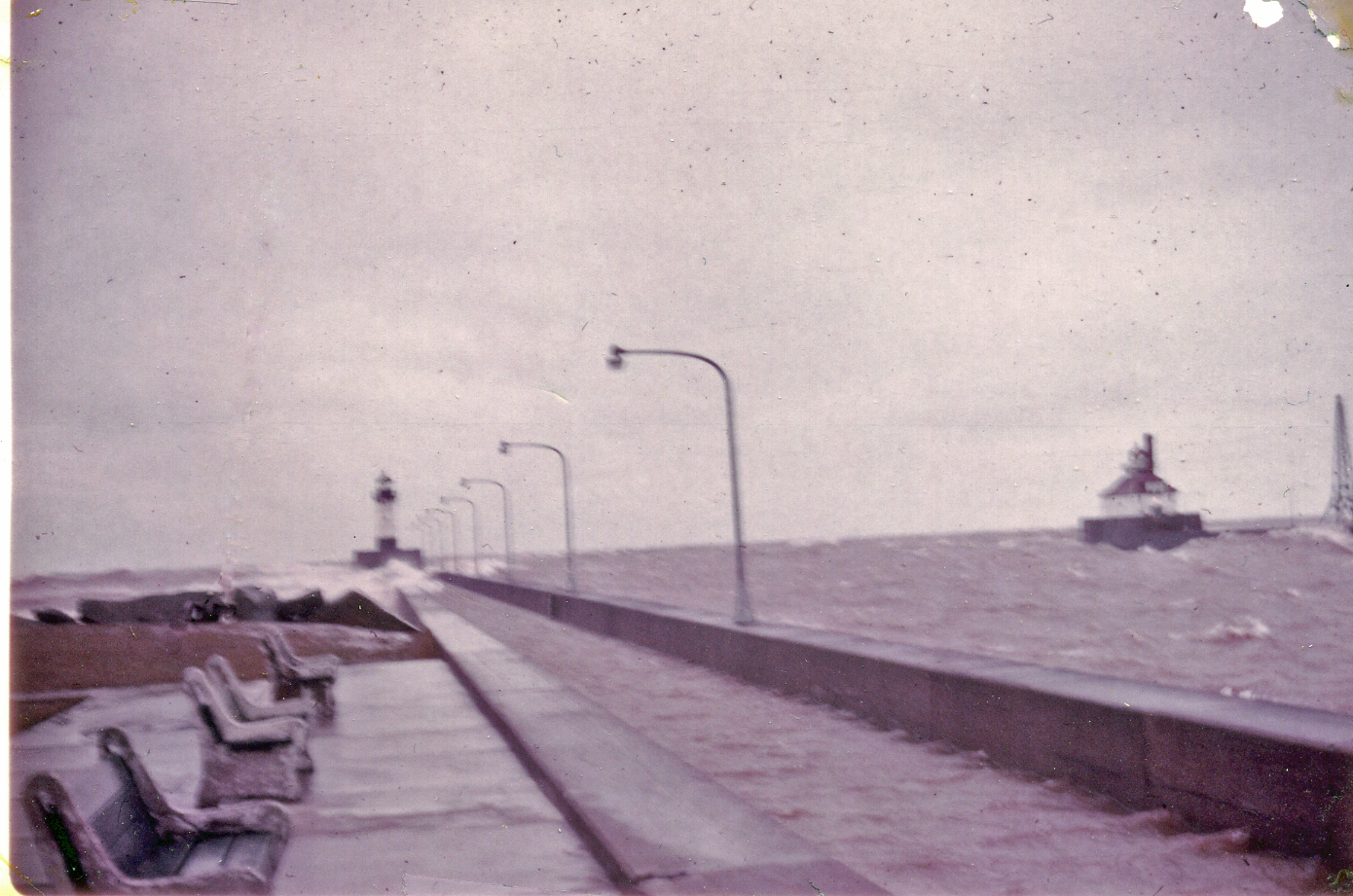